# Chuitinamit
Chuitinamit o Chiya' es el nombre de una antigua ciudad defensiva, capital de los tz'utujiles, pueblo maya quiché que habitó lo que actualmente se conoce como Santiago Atitlán, departamento de Sololá, en la República de Guatemala. Su estilo arquitectónico fue influenciado por la cultura tolteca, en el siglo XIII de nuestra era.
A los pueblos prehispánicos, cuando se hace referencia a ellos, se les denomina indistintamente como 'señoríos' o 'naciones'. El pueblo maya, prehispánico (anterior a la llegada de los españoles), que habitó Chuitinamit, se le denomina «señorío tz'utujil».

## Historia
A finales del Pleistoceno, la planicie fue habitada probablemente por recolectores y cazadores. No se tienen indicios de restos humanos ni arqueológicos de la era Preclásica temprana. Se tiene conocimiento que la región fue poblada inicialmente por los tz'utujiles y kakchiqueles alrededor de 1250 d. C.
En el período Post Clásico Temprano (1000-1200 d. C.) existió la influencia de la cultura tolteca de Chichén Itzá. El sitio arqueológico en Chiya', lugar donde se asentó Chuitinamit, muestra la influencia arquitectónica de dicha cultura, la que fue fundada alrededor de 1400 d. C.
La ciudad fue conquistada a la llegada de los españoles, por Pedro de Alvarado, en 1524.

## Base económica
La base económica fue la agricultura, ocupando dentro de ella el lugar de mayor importancia el cultivo del maíz. Los trabajos se llevaban a cabo de acuerdo con la propiedad comunal de la tierra, excepción hecha de ciertas tierras, cuyos productos eran destinados a los gastos del culto y la guerra. 
El cultivo del maíz, base económica del pueblo maya, era de tal manera determinante, que a su posibilidad de cultivo estaban supeditados los grandes movimientos demográficos acusados por este pueblo. Además de este grano, eran cultivados el frijol, el cacao, el tomate, el chicozapote, el guisquil, etcétera. 
Su industria era primitiva y se desarrollaba en el seno del hogar; consistían en artefactos de uso doméstico y ornamental. Los trabajos y ocupaciones estaban divididos según los sexos; así, la mujer se dedicaba al arte de tejer, a la confección de las comidas y bebidas, al acarreo del agua, entre otros menesteres; en tanto que el hombre llevaba a cabo las labores de campo y la construcción de la vivienda, el adiestramiento para la guerra, etcétera. 
El comercio efectuado mantuvo un carácter local, usándose a menudo el trueque directo.